# Borys Łewycki
Borys Łewycki (ur. 19 maja 1915 w Wiedniu, zm. 28 października 1984 w Monachium) – ukraiński publicysta, politolog i polityk.

## Życiorys
Był synem Wasyla Łewyćkiego, pedagoga i nauczyciela gimnazjalnego. Działalność polityczną rozpoczął we Lwowie, w czasach studenckich. W latach 1936–1939 był redaktorem naczelnym pisma „Nowe Seło” we Lwowie, wydawanego przez Ukraiński Związek Chłopski. W 1939 ukończył studia na wydziale humanistycznym Uniwersytetu Jana Kazimierza we Lwowie. W latach 30. wstąpił do Organizacji Ukraińskich Nacjonalistów, następnie po rozłamie OUN był w latach 1940–1942 członkiem OUN-B, bliskim współpracownikiem Iwana Mitryngi.
W 1942 odszedł z OUN-B razem z I. Mitryngą. Był razem z nim jednym z założycieli i członkiem komitetu Centralnego Ukraińskiej Partii Narodowo-Demokratycznej (UNDP). Po śmierci I. Mitryngi w 1943 wyjechał do Warszawy, następnie przez Pragę udał się do Monachium, gdzie zamieszkał pod koniec II wojny światowej i pozostał do końca życia.
Na powojennej emigracji był w 1946 jednym z założycieli Ukraińskiej Partii Rewolucyjno-Demokratycznej (URDP) i w latach 1946–1956 w Monachium współredaktorem jej organu prasowego „Wpered”. Po 1956 odsunął się od działalności emigracji ukraińskiej. Krytykował liderów diaspory ukraińskiej, w szczególności za współpracę z Niemcami w czasie II wojny światowej oraz strategię ostrej retoryki antykomunistycznej. Postulował wspieranie ruchów rewizjonistycznych w krajach Europy Wschodniej. Poczynając od 1956 poświęcił się badaniom sowietologicznym. Został doradcą Socjaldemokratycznej Partii Niemiec do spraw ZSRR, współpracownikiem Forschungdienst Osteuropa w Düsseldorfie, ekspertem Fundacji im. Friedricha Eberta, autorem artykułów w pismach Osteuropa i Osterreichische Hefte. Był autorem wielu prac z sowietologii oraz artykułów pisanych pod pseudonimem Paul Sikora. Pod koniec życia wykładał na Wolnym Uniwersytecie Ukraińskim w Monachium.
Od lat 50. współpracował z paryską „Kulturą”, ze szczególną intensywnością w latach 60., kiedy wydał również w Instytucie Literackim dwie książki.
Członek rzeczywisty Towarzystwa Naukowego im. Szewczenki.

## Publikacje
- Vom roten Terror zur sozialistischen Gesetzlichkeit: Der sowjet. Sicherheitsdienst, wyd. 1961
- Sowjetische Kurzbiographien, wyd. 1964 (z Kurtem Müllerem)
- Die Sowjetukraine 1944-1963, wyd. 1964
- Terror i rewolucja, Paryż 1965, wyd. Instytut Literacki, seria Biblioteka Kultury t. 113
- Polityka narodowościowa Z.S.S.R. w dobie Chruszczowa Paryż 1966, wyd. Instytut Literacki, seria Biblioteka Kultury t. 129
- Die kommunistische Partei der Sowjetunion: Portrat eines Ordens, wyd. 1967
- The Soviet political elite; brief biographies, indices and tables on 989 members and candidate members of the CPSU Central Committee from 1912 to 1969, together with an overall analysis, wyd. 1969
- Die rote Inquisition, wyd. 1967
- Der sowjetische Nationalitätenpolitik nach Stalins Tod, 1953-1970, wyd. 1970
- Die Gewerkschaften in der Sowjetunion, wyd. 1970
- Die Marschälle und die Politik: eine Untersuchung über den Stellenwert des Militärs innerhalb des sowjetischen Systems seit dem Sturz Chruschtschews, wyd. 1971 (z Richardem Löwenthalem)
- Politische Opposition in der Sowjetunion, 1960-1972 : Analyse und Dokumentation, wyd. 1972
- Die linke Opposition in der Sowjetunion, wyd. 1974
- The Stalinist terror in the thirties: Documents from the Soviet press, wyd. 1974
- Sowjetische Entspannungspolitik heute, wyd. 1976
- Who’s who in the Socialist countries: a biographical encyclopedia of 10,000 leading personalities in 16 Communist countries, wyd. 1978 (z Juliuszem Stroynowskim)
- The Soviet Union figures – facts – data/ Sowjetunion Zahlen – Fakten – Daten, wyd. 1979
- „Sovetskij narod”: „das Sowjetvolk”: Nationalitätenpolitik als Instrument des Sowjetimperialismus, wyd. 1983
- Who’s who in the Soviet Union: a biographical encyclopedia of 5,000 leading personalities in the Soviet Union, wyd. 1984
- Polityka i społeczeństwo na Ukrainie sowieckiej 1953-1980, wyd. 1984, wyd. polskie CDN, Warszawa 1988